# Uraidla
Uraidla is een plaats in de Australische deelstaat Zuid-Australië en telt 442 inwoners (2001).

## Geschiedenis
Eens de woonplaats van Peramangk Aboriginals, maar vanaf het midden van de 19e eeuw begonnen zich hier Europeanen te vestigen. In 1871 werd er een basisschool geopend, en Uraidla werd officieel een plaats in de 1880s.

## Aboriginals
De naam Uraidla is afgeleid van de Aboriginals. Het nabij wonende Kuarna volk had een verhaal over een voorouderlijke reus die stierf in een slag en wiens lichaam onderdeel is gaan uitmaken van de Mount Lofty Ranges, waarbij zijn oren Mount Lofty en Mount Bonython vormden. De naam Yurrēidla stamt waarschijnlijk af van het Kuarna woord yurre, wat 'oor' betekent. Dit werd later verbasterd naar Uraidla.

## Landbouw
Uraidla en omgeving is een bekend landbouwgebied met vele appel- en kersengaarden, maar ook wijngaarden die verschillende lokale wijnmerken produceren.